# 傑克·克羅寧
約翰·J·克羅寧（英語：John J. Cronin，1874年5月26日  – 1929年7月12日）曾是名美國職棒大聯盟的投手，他的職業生涯始於1895年，終於1912年，曾先後效力過新郎/超霸、海盜、紅人、老虎、金鶯(今洋基)與巨人等隊。

## 外部連結
- 球員資訊和成績在MLB ，Retrosheet ，Baseball Reference ，Baseball Reference (Minors) ，The Baseball Cube （英文）